# 社會民主黨 (吉爾吉斯斯坦)

社会民主党標誌

社会民主党（羅馬化：Sotsial-demokrattar，羅馬化：Sotsial-demokraty，縮寫为SDK）是吉爾吉斯斯坦的社會民主主義政黨，由前總統阿爾馬茲別克·阿坦巴耶夫的支持者於2019年底成立，被視為已停擺之「吉尔吉斯斯坦社会民主党」的合法繼承者。
2018年，阿坦巴耶夫與其繼任者索隆拜·热恩别科夫的矛盾加劇；阿坦巴耶夫指責熱恩別科夫試圖奪取對社民黨的控制權。該黨亦曾參加後來被宣布無效的2020年吉尔吉斯斯坦议会选举。現任領袖為铁米尔兰·苏丹别科夫。
在2021年吉爾吉斯斯坦議會選舉中，該黨主要候選人是阿坦巴耶夫的幼子卡迪尔别克·阿坦巴耶夫。
該黨為社會黨國際正式成員。